# Ceryx albipuncta
Ceryx albipuncta là một loài bướm đêm thuộc phân họ Arctiinae, họ Erebidae.